# PrisMédiCa
 (février 2025).
Motif : Où sont les sources permettant de démontrer l'admissibilité de cette entreprise sur Wikipédia ?
- Archive Wikiwix
- Bing
- Cairn
- DuckDuckGo
- E. Universalis
- Gallica
- Google
- G. Books
- G. News
- G. Scholar
- Persée
- Qwant
- (zh) Baidu
- (ru) Yandex
- (wd) trouver des œuvres sur Wikidata

| 1. | Préciser le motif de la pose du bandeau. | Précisez le motif de la pose du bandeau en utilisant la syntaxe suivante : {{admissibilité à vérifier\|date=mars 2025\|motif=remplacez ce texte par le motif}}                  |
| 2. | Informer les utilisateurs concernés.     | Pensez à avertir le créateur de l'article, par exemple, en insérant le code ci-dessous sur sa page de discussion : {{subst:avertissement admissibilité à vérifier\|PrisMédiCa}} |

PrisMédiCa était une entreprise informatique spécialisée dans la production de progiciels destinés aux établissements de santé créée en 2003. Elle produit la suite logicielle CORA qui respecte la réglementation française sur la codification des actes médicaux.
La société a été cédée puis radiée du registre du commerce et des sociétés le 3 mai 2011.